# Agrilus crepuscularis
Agrilus crepuscularis é uma espécie de inseto coleóptero polífago pertencente à família dos buprestídeos. É um dos representantes do gênero Agrilus.
Foi descrita formalmente pela primeira vez em 2012, por Eduard Jendek e Maria Lourdes Chamorro.